# Domażyr (gmina)
Domażyr – dawna gmina wiejska w powiecie gródeckim województwa lwowskiego II Rzeczypospolitej. Siedzibą gminy był Domażyr.
Gminę utworzono 1 sierpnia 1934 r. w ramach reformy na podstawie ustawy scaleniowej z dotychczasowych gmin wiejskich: Domażyr, Jamelna, Karaczynów, Porzecze Janowskie, Rottenhan, Schönthal, Stradcz, Wielkopole, Wroców, Zielów i Żorniska.
Zniesiona wraz z atakiem ZSRR na Polskę w 1939 roku. Pod okupacją niemiecką (1941–1945) nie reaktywowana, a jej przedwojenny obszar włączono do nowo utworzonych gmin Janów (Domażyr, Jamelna, Porzecze-Rottenhan, Schönthal, Stradcz, Zielów i Żorniska) i Dobrostany (Wielkopole) oraz do gminy Mszana (Karaczynów i Wroców).
Po II wojnie światowej obszar gminy znalazł się w ZSRR.